# Burg Wernau
Die Burg Wernau ist eine abgegangene Niederungsburg vom Typus einer Turmhügelburg (Motte) im Weiler Wernau, einem Ortsteil von Erbach im Alb-Donau-Kreis in Baden-Württemberg.

## Topographie
Der Weiler Wernau, an dessen unmittelbarem Südrand sich die Burg Wernau befand, liegt circa zwei Kilometer nördlich von Erbach.

## Geschichte von Siedlung und Burg

### Geschichte der Siedlung
Der Weiler Wernau wird 1264 erstmals urkundlich erwähnt. Der ursprüngliche Name war „Werdinowe“, „Werdnaw“, ein ursprünglicher Burgenname auf -au. „Benannt wurden damit Burgen am Rande der Aue von Flüssen und Bächen“.
Im 13. Jahrhundert war der Ort wohl im Besitz der seit 1264 nachgewiesenen gräflich-bergischen und steußlingischen Ministerialenfamilie von Wernau.
Die Familie von Wernau verzog im 16. Jahrhundert in die mittlere Neckargegend bei Unterboihingen und Pfauhausen und Steinbach und erlosch 1696 im Mannesstamm.
Nach dem Aussterben der Familie von Wernau kaufte 1696 Freiherr Johann Ludwig Konstantin von Ulm (1650–1719) den Weiler Wernau aus der Erbmasse. 1702 verkaufte er den Ort an das Kloster Urspring. Von diesem gelangte er 1785 an das Wengenkloster Ulm und im selben Jahr an die Grafen Schenk von Castell.
Ca. 1821 bei der Württembergischen Landesvermessung bestand der Weiler aus insgesamt 7 Hauptgebäuden, darunter 3 größeren Bauernhöfen und einer Kapelle, die 1826 baufällig war. Die Kapelle wurde vor 1893 abgebrochen und später wieder neu errichtet.
1826 und noch im Jahre 1890 hatte der Weiler 40 katholische Einwohner.

### Geschichte der Burg
Die Burg Wernau wird erstmals am 19. März 1358 urkundlich erwähnt, als Ritter Friedrich der alte von Lochen und seine Söhne Ulrich und Friedrich die „Burg Wernau mit Hofreite, Zubehör und dem zugehörigen Feldbau“ neben weiteren umfangreichen Gütern an Ritter Johannsen von Wernau (Werdenowe) verkaufte. Vorausgegangen war die Heirat Heinrichs von Wernau, genannt 1350, mit Barbara von Lochen (eventuell eine Tochter Friedrichs von Lochen). Der Käufer der Burg Wernau, Ritter Hans von Wernau, war ein Sohn Heinrichs von Wernau.
1470 verkaufte „Hans von Wernau der Jüngere die Burg Wernau mit einem Hof und sämtlichem Zubehör, Ehaften, Gerichten, Zwingen, Bännen, mit dem Burgstall und Burggraben sowie sonstigen Liegenschaften an seine Vettern, die Brüder Wilhelm, Ludwig und Friedrich von Wernau“.
Am 9. Dezember 1588 wird in einem Streit zwischen den Brüdern Hans Ernst und Ferdinand von Paungarten einerseits und Hans Veit von und zu Wernau, Pfauhausen, Unterboihingen, Dießen und Bieringen andererseits um die hohe und niedere Obrigkeit in Wernau der Burgstall und das neu gebaute Haus erwähnt.
Schließlich soll nach einer Familienüberlieferung die Burg Wernau 1378 durch die Ulmer zerstört worden sein; zugleich wurden die Liegenschaften der Wernauer im Blautal verwüstet. Nach einem Bericht Hans Veits von Wernau von 1595 soll „man noch bei Menschengedenken in Wernau einen Keller der zerstörten Burg habe sehen können“.

## Heutiger Zustand der Anlage
Die Burg wird von Memminger und der Kreisbeschreibung des Alb-Donau-Kreises von 1989/1992 nicht erwähnt. Die 2. Auflage der Oberamtsbeschreibung von Ehingen bemerkt dann allerdings, dass „von der ehemaligen Burg Wernau keine Spur mehr zu finden“ ist.
Erst Hartwig Zürn machte sich 1961 an eine oberflächliche Bestandsaufnahme der Anlage und stellte fest: „[...] Am Südrand des Weilers Wernau liegen auf der Privatparzelle 1001/1 die Reste eines Burgstalles. Der viereckige, etwa 20 auf 24 m messende und rund 4 m hohe Burghügel lehnt sich im Süden und Westen an eine Senke an. Auf der Ostseite ist noch ein kurzes Grabenstück mit Wall davor erhalten. Auf der Nordseite war ein Graben, der jetzt zugeschüttet ist.“
Heute sind von der Burg oberflächlich keine Spuren zu sehen. Nach den Beobachtungen von Zürn handelte es sich vermutlich um eine steinerne Turmhügelburg, denn auf dem flachen, leicht zur Donau hin abschüssigen Gelände musste ein Burghügel mit Gräben und Wällen geschaffen werden.